# Podolepis muelleri
Podolepis muelleri là một loài thực vật có hoa trong họ Cúc. Loài này được (Sond.) G.L.Davis miêu tả khoa học đầu tiên năm 1959.